# كيلي كوفي
كيلي كوفي (بالإنجليزية: Kellie Coffey)‏ هي مغنية مؤلفة أمريكية، ولدت في 22 أبريل 1971 في مور في الولايات المتحدة.

## وصلات خارجية
- الموقع الرسمي
- كيلي كوفي على موقع IMDb (الإنجليزية)
- كيلي كوفي على موقع ميوزك برينز (الإنجليزية)
- كيلي كوفي على موقع أول ميوزيك (الإنجليزية)
- كيلي كوفي على موقع ديسكوغز (الإنجليزية)
- كيلي كوفي على موقع قاعدة بيانات الفيلم (الإنجليزية)